# Romunščina
Romunščina (romunski jezik) je romanski jezik, ki ga po ocenah govori med 24 in 28 milijonov ljudi, večinoma v Romuniji in Moldaviji, otoki romunskih (vlaških) govorov pa so razporejeni po celotnem Balkanu, tudi v Istri (Vlahi, Čiči, Istroromuni). Prvotno je bila romunščina pisana v cirilici kot ena izmed redakcij cerkvenoslovanščine, kasneje pa so Romuni v procesu nacionalne prebuje v 19.stoletju in pod vplivom zavedanja romanskih korenin prevzeli latinico in "očistili" svoj jezik veliko slovanskih primesi.  